# Distretto di Türkmengala
Il distretto di Türkmengala è un distretto del Turkmenistan situato nella provincia di Mary. Ha per capoluogo la città di Türkmengala.